# Кербунарі (комуна)
Кербунарі (рум. Cărbunari) — комуна у повіті Караш-Северін в Румунії. До складу комуни входять такі села (дані про населення за 2002 рік):
- Кербунарі (824 особи)
- Штінепарі (458 осіб)

Комуна розташована на відстані 346 км на захід від Бухареста, 52 км на південь від Решиці, 110 км на південь від Тімішоари.

## Населення
За даними перепису населення 2002 року у комуні проживали 1282 особи. Усі жителі комуни рідною мовою назвали румунську.
Національний склад населення комуни:
| Національність | Кількість осіб | Відсоток |
| -------------- | -------------- | -------- |
| румуни         | 1279           | 99,8%    |
| угорці         | 1              | 0,1%     |
| німці          | 1              | 0,1%     |
| болгари        | 1              | 0,1%     |

Склад населення комуни за віросповіданням:
| Релігія       | Кількість осіб | Відсоток |
| ------------- | -------------- | -------- |
| православні   | 1070           | 83,5%    |
| баптисти      | 209            | 16,3%    |
| римо-католики | 2              | 0,2%     |